# 许咸宜
许咸宜（1965年11月—），男，汉族，安徽庐江人，中华人民共和国政治人物。现任新疆维吾尔自治区政协副主席，新疆大学党委书记。